# Torkat

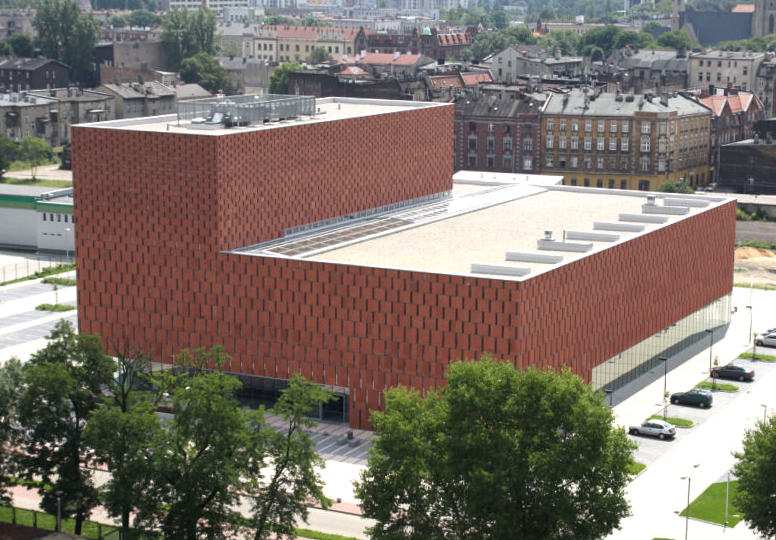
Miejsce dawnego lodowiska Torkat w 2011 roku

Torkat – sztuczne lodowisko, które mieściło się przy ul. Bankowej w Katowicach. Było pierwszym sztucznym lodowiskiem w Polsce (a 12 w Europie). 29 sierpnia 1973 uległo całkowitemu zniszczeniu.
Torkat został zbudowany w czasie 4 miesięcy przez Pierwszą Brneńską Fabrykę Maszyn. Posiadał chłodzoną taflę, odkryte trybuny i budynek klubowo-techniczny w centrum jednej z trybun. Zarówno projektant obiektu (inż. Kolda) jak i urządzenia zamrażające pochodziły z Czechosłowacji. Wybudowanie Torkatu było warunkiem przyznania Polsce organizacji Mistrzostw Świata w hokeju na lodzie w 1931 r. jako zabezpieczenie, gdyby warunki pogodowe nie pozwoliły rozegrać turnieju na lodowisku naturalnym w Krynicy.
Otwarcie lodowiska miało miejsce 7 grudnia 1930 r. Rozgrywano na nim mecze hokejowe i zawody w łyżwiarstwie figurowym. Bramki strzelali tu bracia Warwick z Kanady, a piruety kręciła m.in. norweska łyżwiarka Sonja Henie. Latem organizowano na tafli płytki basen kąpielowy.
Po II wojnie światowej uroczyste otwarcie Torkatu nastąpiło 18 grudnia 1949. Na Torkacie przeprowadzono turnieje finałowe mistrzostw Polski edycji 1950, 1951, 1952, 1953. 18 października 1952 na Torkacie otwarto czwarty powojenny sezon zimowy. W latach 1952–1953 montaż Torkatu wykonywali Czesi. W latach przemianowania nazwy miasta Katowice na Stalinogród (1953-1956) obiekt nosił nazwę Torstal. W grudniu 1956 anonsowano nazwę Torkat.
W okresie Polski Ludowej odnowiono betonową płytę lodowiska o wymiarach 60 x 30 metrów, pod którą zainstalowane było 12 km rurek wypełnionych solanką. Zbudowano nowe trybuny obliczone na 15 000 miejsc. Nad maszynownią, po zlikwidowaniu starego budynku, wzniesiono nowy, w którym znalazły pomieszczenia szatnie, umywalnie z natryskami, punkt sanitarny i hotelik z pokojami dla 65 osób. Funkcjonowały też ogólnodostępne, działające codziennie restauracja i kawiarnia. 
Na lodowisku odbywały się ogólnokrajowe imprezy sportowe, jak mistrzostwa Polski w jeździe figurowej i w hokeju na lodzie. Sportowe imprezy gromadziły na trybunach tysiące kibiców, jak np. hokejowe spotkania Górnika Katowice z Legią Warszawa, których stawką było mistrzostwo Polski. W sezonie łyżwiarze figurowi i hokeiści katowickich klubów oraz licznych drużyn przyjezdnych trenowali tu od godz. 6 rano do północy. Trzy razy w tygodniu po południu funkcjonowała ogólnodostępna ślizgawka łyżwiarska. Tafla działała z reguły od 10 października do końca marca.
Latem obiekt zamieniał się w boisko lub salę koncertową. Katowiczanie oglądali wtedy m.in. występy amerykańskich koszykarzy z Harlem Globetrotters albo słuchali amerykańskiej wokalistki jazzowej Elli Fitzgerald. Wieczorami od maja do końca września na panoramicznym ekranie o szerokości 18,5 m wyświetlało filmy kino letnie z widownią na 6 000 miejsc.
Obiekt dwa razy był niszczony przez pożar – po raz pierwszy w latach 50. Drugi pożar wybuchł w nocy 29 sierpnia 1973, w wyniku czego spłonęła drewniana konstrukcja trybun oraz dach, lecz obiekt uległ prawie całkowitemu zniszczeniu (aczkolwiek uratowano aparaturę kinową oraz kombajn chłodniczy do mrożenia tafli lodowiska). Po drugim pożarze zapadła decyzja o odbudowie lodowiska, jednak nigdy do tego nie doszło (duża kwota z ubezpieczenia zasiliła katowicką piłkę nożną). Przez długi czas na terenie dawnej tafli mieścił się parking. W 2010 r. w tym miejscu rozpoczęto budowę Centrum Informacji Naukowej i Biblioteki Akademickiej (CINiBA - wspólna inwestycja dwóch uczelni: Uniwersytetu Śląskiego i Uniwersytetu Ekonomicznego w Katowicach).